# Boophis tephraeomystax
Boophis tephraeomystax (Duméril, 1853) è una rana della famiglia Mantellidae, endemica del Madagascar.

## Distribuzione e habitat
L'areale di B. tephraeomystax comprende il Madagascar orientale e nord-occidentale, estendendosi all'isola di Nosy Be e alle Mayotte.